# Monal
Els monals (Lophophorus) són un grup d'ocells que formen un gènere de la subfamília dels fasianins (Phasianinae), dins la família dels fasiànids (Phasianidae). Aquests ocells habiten en zones de muntanya d'Àsia, des del nord de l'Afganistan, a través del Tibet i nord de l'Índia, fins a les muntanyes de la Xina central.

## Taxonomia
S'han descrit tres espècies dins aquest gènere:
- Monal de l'Himàlaia (Lophophorus impejanus)
- Monal cuablanc (Lophophorus sclateri).
- Monal de crinera (Lophophorus lhuysii).